# Этьен II де Лабом
Этьен II де Лабом (фр. Etienne II de la Baume; ум. после 1363), сеньор де Валюфен, по прозвищу «Валлиец» или «Галльский» — савойский рыцарь, участник Столетней войны, великий магистр арбалетчиков Франции.

## Биография
Сын Пьера I де Лабома, сеньора де Валюфена, и Маргариты де Вассальё.
Сеньор де Монтрёй, Абержеман, Монфор, Бонрепо, Монтаньи-ле-Танлье.
Самюэль Гишнон полагает, что изначально его прозвище было Gaulois («Галльский»), но с давнего времени в бумагах дома де Лабом утвердился вариант Galois, или, по-латыни, Galesius. Кервин де Леттенхове приводит его в варианте le Gallois («Валлиец»).
В юности поступил на службу графа Савойи Амедея IV Великого, который назначил его бальи Шабле. Граф Эдуард Савойский поручил де Лабому командование войсками во время осады Сессена в области Жекс. Затем Этьен де Лабом в 1326 году отправился на осаду замка Баллон, и взял его за четыре дня, заставив дворянство края принести графу клятву верности.
Был одним из свидетелей при заключении договора между графом Савойи и сеньором де Божё в 1328 году, и одним из арбитров, которые 7 января 1329 разрешили спор между графами Савойи и Женевы из-за крепости Иль-де-Женев. В том же году на ассамблее сословий Савойи участвовал в принятии решения о наследовании графства по мужской линии
Перебравшись во Францию, в 1335 году обещал принять крест и вместе с королем Филиппом VI отправиться воевать в Святую Землю. Де Лабому было поручено провести приготовления к экспедиции. В следующем году он обещал герцогу де Бурбону воевать на его стороне против всех, за исключением короля и графов Савойи и Осера.
После смерти Пьера де Галара был назначен великим магистром арбалетчиков, в 1337 году в этом качестве вел войну с англичанами в Сентонже. Был назначен советником короля, а также капитаном и губернатором Лангедока (приказ от 16 мая 1338). В 1339 году также получил губернаторство в городе Пен-д'Ажене, недавно отвоеванном у англичан. Вместе с сеньорами де Морёем и де Руа в 1339 году оборонял Камбре от английских войск, заставив Эдуарда III снять осаду.
В 1340 году служил в Эно в войсках герцога Нормандского, затем участвовал в войне за бретонское наследство на стороне Карла де Блуа. Был назначен генеральным наместником, дабы, вместе с Бертраном де Брикбеком, разумными мерами привести бретонцев к покорности новому герцогу.
В марте 1341 получил приказ возвести укрепления в Слейсе и Мортане. 8 ноября того же года в Анже отдал распоряжение касательно артиллерии, необходимой для действий в Бретани. Командовал арбалетчиками в войске герцога Нормандского, вторгшемся в Бретань в ноябре 1341.
15 мая 1348 назначен генеральным наместником губернаторства Лангедока и Сентонжа, и в актах от 13 августа, 12 сентября и 2 декабря того же года больше не упоминается в должности великого магистра арбалетчиков. В сохранившейся хартии, скрепленной печатью герцога Нормандского под Эгийоном, зафиксировано повышение его пенсиона с двухсот до трехсот ливров ренты.
Два года спустя Амедей VI Савойский назначил Этьена де Лабома своим генеральным наместником по эту сторону гор (deçà  les Monts). Он был поставлен первым среди савойских сеньоров, присутствовавших на церемонии утверждения древних привилегий города Бурк-ан-Брес.
Король Иоанн II Добрый 26 августа 1352 повелел Этьену выступить против англичан со всеми людьми, которых тот сможет собрать, и де Лабом прибыл в Макон с ротой из тридцати тяжеловооруженных всадников. Четыре года спустя граф Савойский поручил Этьену передать папе Бенедикту XII несколько крепостей, во исполнение условий заключенного между ними трактата.
Жан Французский, граф де Пуатье, в 1359 году поручил де Лабому от его имени принять во владение графство Макон. Последний раз Этьен де Лабом упоминается в 1363 году, когда он приобрел сеньорию Монтаньи-ле-Танлье в графстве Бургундском.
Еще в 1340 году король пожаловал ему сеньорию Шатонёф в Маконне, вместо суммы в шесть тысяч ливров, которую был ему должен, и положил 400 ливров ренты с пошлин, взимавшихся на этой земле и в соседних владениях, вместо других рент, которые полагалось выплачивать пожизненно. В октябре 1344 де Лабом вернул сеньорию королю, в обмен на денежную сумму.
Составил завещание 10 августа 1362. Погребен вместе с женой в капелле Монревеля, под бронзовым надгробием.

## Семья
Жена: Аликс де Шатийон, дама де Монревель, дочь и наследница Рено де Шатийона, сеньора де Монревель.
Дети:
- Гийом де Лабом (ум. 1360), сеньор д'Абержеман. Жена 1) (1348): Клеманс де Лапалю, дочь Пьера де Лапалю, сеньора де Варамбон, и Мари де Люрьё; 2) (1357): Константина Алеман, дама д'Обон, дочь Юга Алемана, сеньора де Вальбонне, и Сибиль де Шатонёф
- Люси де Лабом, дама де Кюртафре. Муж (1363): Амедей де Вири, сеньор де Вири в Женевуа

Бастарды:
- Этьен де Лабом (ум. после 1402), бастард де Лабом, сеньор де Сен-Дени-де-Шоссон в Бюже, адмирал и маршал Савойи. Жена: Франсуаза де Басен (ум. после 1402)
- Гийом (ум. после 1402), бастард де Лабом